# 高平トンネル
高平トンネル（たかひらトンネル）は、福島県福島市飯坂町中野にある国道13号栗子道路のトンネル。

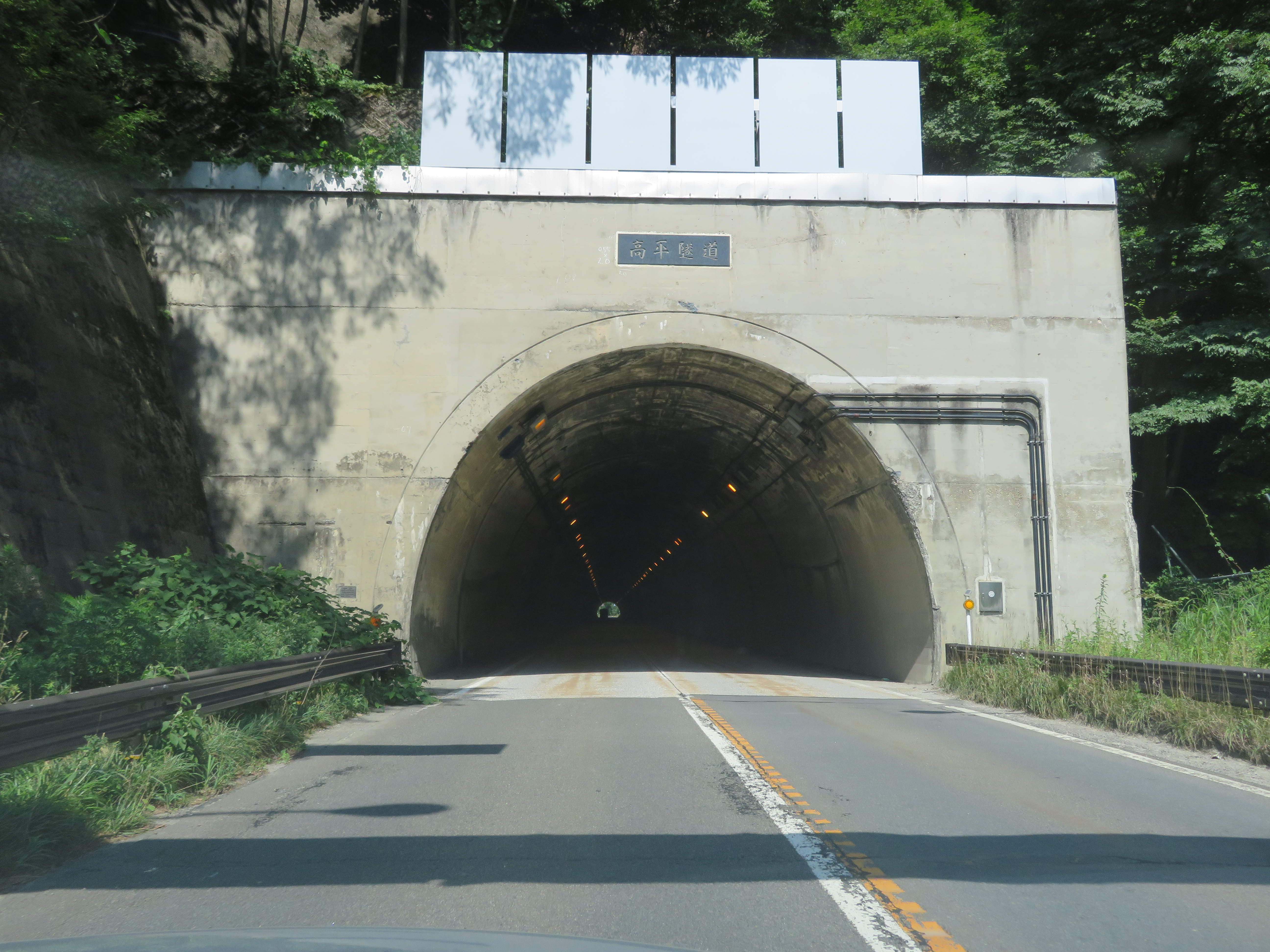
高平トンネル

栗子道路下り最初のトンネル。1962年（昭和37年）12月竣工、全長403m。トンネル内は直線。トンネル上部の扁額には高平隧道と記されている。
栗子道路開通以前の国道は、明治時代に開通した萬世大路の一部であり現トンネル南側の崖部に沿うように走っていた。この区間にも高平隧道があったが、現在は解体されて現存しない。
また、このトンネルと並行して東北中央自動車道の新高平トンネルがある。

## 隣
（福島方面） 信夫山トンネル - 高平トンネル - 中野第一トンネル （秋田方面）